# Odontotrichum brachycomum
Odontotrichum brachycomum là một loài thực vật có hoa trong họ Cúc. Loài này được (S.F.Blake) Rydb. mô tả khoa học đầu tiên năm 1924.